# 始盒鱼属
始盒鱼属（学名：Eolactoria），是一属已灭绝的箱魨科，生活于始新世中期（卢台特期）的意大利，身长约5厘米。